# Toro celeste

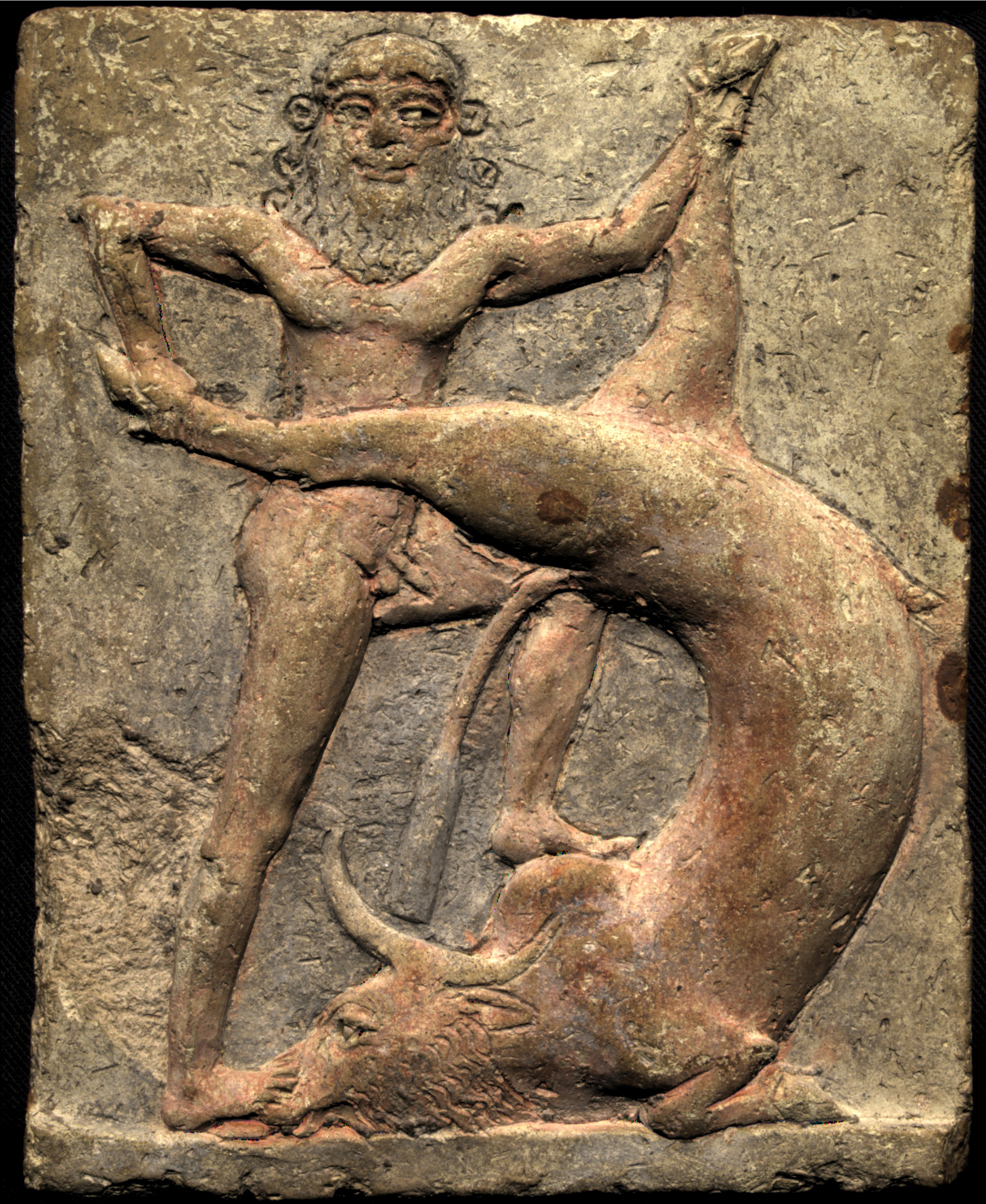
Antico bassorilievo mesopotamico in terracotta (circa 2250 - 1900 a.C.) che raffigura Gilgameš mentre uccide il toro celeste, un episodio descritto nella tavola VI dellEpopea di Gilgameš

Nell'antica mitologia mesopotamica, il toro celeste è una bestia combattuta da Gilgameš. La sua storia è presente in due differenti versioni: la prima è raccontata nel poema sumerico Gilgameš e il toro celeste, la seconda nel poema accadico Epopea di Gilgameš. Nel poema sumerico, il toro è stato mandato dalla dea Inanna ad attaccare Gilgameš, per circostanze ancora non chiare. Nel resoconto accadico più completo e chiaro, lo si ha nella tavola VI dell'Epopea di Gilgameš, dopo che Gilgameš rifiuta le avance sessuali della dea Ištar (equivalente semitico orientale di Inanna), essa si infuriò talmente tanto da chiedere al padre Anu, di mandare il toro celeste ad attaccare Gilgameš che si trovava ad Uruk. Il toro però alla fine verrà ucciso da Gilgamesh e dal suo compagno di viaggio Enkidu.
Dopo aver sconfitto il toro, Enkidu scaglia la coscia destra del toro contro Ishtar, in modo da schernirla. A causa dell'uccisione del toro celeste gli dei condannarono a morte Enkidu, un evento che scosse tremendamente Gilgameš. Il toro viene identificato come la costellazione Taurus e il mito della sua uccisione potrebbe aver avuto un significato astronomico per gli antichi mesopotamici. Alcuni aspetti della sua storia furono paragonati a racconti successivi del Vicino Oriente antico, incluse leggende da Ugarit, come il racconto di Giuseppe del libro Genesi e parti di alcuni poemi greci antichi come l'Iliade e l'Odissea.

## Mito

### Gilgameš e il toro celeste
Nel poema sumerico Gilgameš e il toro celeste, Gilgameš ed Enkidu uccidono il toro celeste, inviato dalla dea Inanna ad attaccarli. La trama di questo poema differisce in modo sostanziale dalla scena corrispondente nella successiva Epopea di Gilgamesh in accadico. Nel poema sumero, Inanna non sembra chiedere a Gilgameš di diventare suo consorte, come invece fa nel poema accadico successivo. Inoltre, mentre cerca di convincere suo padre An a concederle il Toro del Cielo, invece di minacciare di far risorgere i morti affinché divorino i vivi, come nella versione accadica, si limita a minacciare di emettere un "grido" che raggiungerà la terra.

### Epopea di Gilgameš
Nella tavola VI dell'Epopea di Gilgameš, dopo che Gilgameš rifiuta le sue avance sessuali, Ištar si reca nei cieli da sua madre Antu e suo padre Anu per lamentarsi.

## Simbolismo e rappresentazione

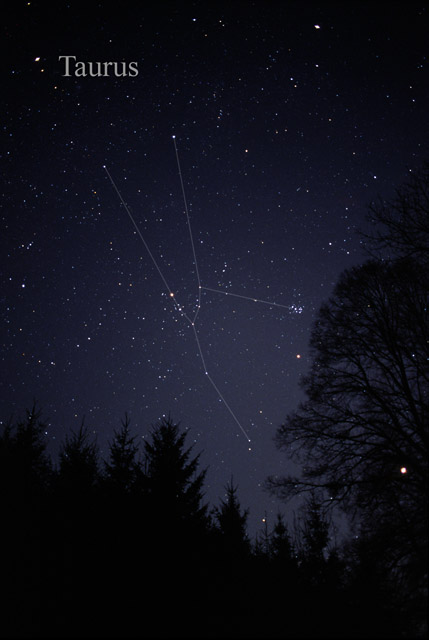
Il Toro del Cielo era identificato con la costellazione del Toro.

Numerose raffigurazioni dell’uccisione del Toro Celeste si trovano in opere d’arte mesopotamiche antiche giunte fino a noi. Tali rappresentazioni sono particolarmente comuni sui sigilli cilindrici dell’Impero Accadico (circa 2334 – 2154 a.C.). Esse mostrano chiaramente che il Toro era concepito come un animale di dimensioni e ferocia eccezionali. Tuttavia, non è del tutto chiaro quale fosse il significato simbolico del Toro Celeste. Gli assiriologi Jeremy Black e Anthony Green osservano che esso è identificato con la costellazione del Toro e suggeriscono che il gesto di Enkidu, che nell’Epopea di Gilgamesh scaglia la coscia del toro contro Ishtar dopo averlo sconfitto, potrebbe essere un tentativo mitologico di spiegare perché la costellazione sembri priva della parte posteriore del corpo.
Gordon e Rendsburg fanno notare inoltre che il gesto di lanciare una gamba di toro contro qualcuno, come grave forma di insulto, è attestato in un’ampia area geografica del Vicino Oriente antico e che ricompare anche nell’Odissea, il celebre poema epico greco. Alcuni studiosi identificano il Toro Celeste con Gugalanna, il marito di Ereshkigal menzionato da Inanna nella sua discesa agli Inferi.

## Influenze successive

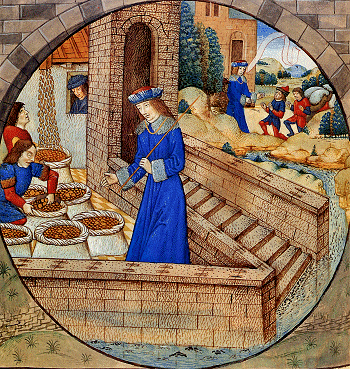
L'accumulo di grano da parte di Ishtar per sette anni presenta somiglianze con il racconto di Giuseppe riportato sia nella Bibbia che nel Corano.

Cyrus H. Gordon e Gary A. Rendsburg notano che il motivo vicino-orientale di sette anni di carestia dopo la morte di un eroe è attestato nel mito ugaritico della morte di Aqhat e che il tema di qualcuno che prevede sette anni di carestia in anticipo e accumula provviste si ritrova anche nella storia ebraica di Giuseppe nel Libro della Genesi e nei versetti 47-48 della Sura Yusuf nel Corano.
Secondo lo studioso tedesco di studi classici Walter Burkert, la scena in cui Ishtar si presenta davanti ad Anu per reclamare il Toro Celeste dopo essere stata respinta da Gilgameš ha un parallelo diretto in una scena del Libro V dell’Iliade. Nell’Epopea di Gilgamesh, Ishtar si lamenta con sua madre Antu, ma viene gentilmente rimproverata da Anu. Nella scena dell’Iliade, Afrodite - che rappresenta lo sviluppo greco successivo di Ishtar - viene ferita dall’eroe greco Diomede mentre cerca di salvare suo figlio Enea. Fugge quindi sul Monte Olimpo, dove si lamenta con sua madre Dione, viene derisa da sua sorella Atena e viene lievemente rimproverata da suo padre Zeus. È significativo non solo il parallelismo narrativo, ma anche il fatto che il nome Dione rappresenti una forma femminile di Zeus, proprio come Antu lo è di Anu. Dione, infatti, non ricompare nel resto dell’Iliade, dove la consorte di Zeus è invece la dea Era. Burkert conclude dunque che Dione sia un calco di Antu.
Lo studioso britannico Graham Anderson rileva che, nell’Odissea, i compagni di Ulisse uccidono i buoi sacri del dio Elio e vengono per questo condannati a morte dagli dèi, in modo analogo a quanto accade a Enkidu nell’Epopea di Gilgamesh. Martin Litchfield West sottolinea che le somiglianze vanno ben oltre il semplice fatto che, in entrambi i casi, le creature uccise siano bovini destinati a non morire mai. In entrambi i racconti, infatti, coloro che vengono puniti con la morte sono i compagni dell’eroe, la cui perdita costringe quest’ultimo a proseguire il viaggio da solo. Inoltre, in entrambi i testi epici si narra una discussione tra gli dèi sul destino dei colpevoli, e la minaccia che Elio rivolge a Zeus se questi non vendicherà l’uccisione del suo bestiame nell’Odissea ricorda molto quella che Ishtar rivolge ad Anu quando reclama il Toro del Cielo nell’Epopea di Gilgamesh.
Bruce Louden mette a confronto l’insulto che Enkidu rivolge a Ishtar subito dopo l’uccisione del Toro del Cielo con la provocazione di Ulisse al ciclope Polifemo nel Libro IX dell’Odissea. In entrambi i casi, l’eccessiva arroganza dell’eroe dopo una vittoria apparente attira su di lui la maledizione di una divinità.